# NŠK Podgradina
NŠK Podgradina – punim imenom Nogometni športski klub Podgradina – nogometni je klub iz Podgradine. Osnovan je 22. travnja 2002. godine, a trenutno se natječe u 2. ŽNL Zadarskoj.

## Povijest
U Podgradini je postojao NK Budim, ali je on ugašen i na umjesto njega je osnovan klub NŠK Podgradina.[nedostaje izvor]